# یوگنی گروشف
یوگنی گروشف (انگلیسی: Yevgeni Groshev; ۳ آوریل ۱۹۳۷ – ۱ ژانویهٔ ۲۰۱۳) بازیکن هاکی روی یخ اهل اتحاد جماهیر شوروی سوسیالیستی بود.